# Херберс, Фабиан
Фа́биан Хе́рберс (нем. Fabian Herbers; 17 августа 1993, Ахаус, Северный Рейн-Вестфалия, Германия) — немецкий футболист, правый вингер клуба MLS «Чикаго Файр».

## Карьера
Херберс начал занятия футболом в клубе «Оттенштайн» из родного города Ахаус. Позднее присоединился к клубу «Штадтлон». В течение шести лет находился в системе нидерландского «Твенте». В сезоне 2011/12 в составе молодёжной команды клуба «Пройссен Мюнстер» выступал в Западной Бундеслиге U-19, где в 25 проведённых матчах забил четыре гола. В сезоне 2012/13 выступал за клуб «Реде» в Оберлиге «Нижний Рейн», сыграл 31 матч и забил семь голов.
Приехав в США, Херберс в 2013—2015 годах обучался в Крейтоновском университете по специальности «Бизнес», совмещая обучение с игрой за университетскую футбольную команду в Национальной ассоциации студенческого спорта. Сыграл за «Крейтон Блюджейз» 62 матча, в 57 из них выходил в стартовом составе, забил 28 голов и отдал 29 голевых передач. По итогам 2015 года Херберс номинировался на Hermann Trophy — приз лучшему игроку студенческого футбола США.
Во время межсезоний в колледжах возвращался на родину и выступал за клуб «Вреден» в Лиге Вестфалии.
Херберс дистанционно окончил Университет Южного Нью-Гэмпшира, уже будучи профессиональным футболистом, в 2017 году.
Оставив Крейтон после третьего года обучения, Херберс подписал контракт с MLS по программе Generation Adidas, и на Супердрафте, состоявшемся 14 января 2016 года, был выбран в первом раунде под шестым номером клубом «Филадельфия Юнион». Его профессиональный дебют состоялся 6 марта 2016 года в матче стартового тура сезона против «Далласа», в котором он вышел на замену в концовке. Перед началом сезона в USL Херберс был заявлен в новообразованный фарм-клуб «Бетлехем Стил». Благодаря его голу «Стил» выиграл свой дебютный матч, 25 марта 2016 года в стартовом туре сезона одолев «Монреаль» со счётом 1:0. 1 июня 2016 года в матче «Филадельфии Юнион» против «Коламбус Крю» он забил свой первый гол в MLS. В июле 2017 года Херберс получил грин-карту и в MLS перестал считаться иностранным игроком. Пять последних месяцев сезона 2017 пропустил из-за спортивной грыжи и её лечения, потребовавшего хирургического вмешательства. По окончании сезона 2017 «Филадельфия Юнион» не продлила контракт с Херберсом, но 20 декабря 2017 года клуб с ним переподписал контракт. По окончании сезона 2018 клуб вновь не продлил контракт с игроком, однако права на Херберса в MLS остались у «Филадельфии Юнион».
9 декабря 2018 года Херберс был обменян в «Чикаго Файр» на пик второго раунда Супердрафта MLS 2019. Дебютировал за «Файр» 9 марта 2019 года в матче против «Орландо Сити», выйдя на замену в концовке. 16 марта 2019 года в матче против «Сиэтл Саундерс» забил свой первый гол за чикагский клуб.

## Статистика выступлений
| Выступление               | Выступление            | Выступление      | Лига | Лига | Плей-офф | Плей-офф | Кубок | Кубок | Континент. | Континент. | Итого | Итого |
| Клуб                      | Лига                   | Сезон            | Игры | Голы | Игры     | Голы     | Игры  | Голы  | Игры       | Голы       | Игры  | Голы  |
| ------------------------- | ---------------------- | ---------------- | ---- | ---- | -------- | -------- | ----- | ----- | ---------- | ---------- | ----- | ----- |
| Реде                      | Оберлига «Нижний Рейн» | 2012/13          | 31   | 7    | —        | —        | —     | —     | —          | —          | 31    | 7     |
| Реде                      | Итого                  | Итого            | 31   | 7    | —        | —        | —     | —     | —          | —          | 31    | 7     |
| Филадельфия Юнион         | MLS                    | 2016             | 32   | 3    | 1        | 0        | 2     | 1     | —          | —          | 35    | 4     |
| Филадельфия Юнион         | MLS                    | 2017             | 12   | 1    | —        | —        | 0     | 0     | —          | —          | 12    | 1     |
| Филадельфия Юнион         | MLS                    | 2018             | 9    | 0    | 0        | 0        | 1     | 0     | —          | —          | 10    | 0     |
| Филадельфия Юнион         | Итого                  | Итого            | 53   | 4    | 1        | 0        | 3     | 1     | —          | —          | 57    | 5     |
| Бетлехем Стил (фарм-клуб) | USL                    | 2016             | 6    | 2    | —        | —        | —     | —     | —          | —          | 6     | 2     |
| Бетлехем Стил (фарм-клуб) | USL                    | 2017             | 3    | 1    | 0        | 0        | —     | —     | —          | —          | 3     | 1     |
| Бетлехем Стил (фарм-клуб) | USL                    | 2018             | 14   | 5    | 0        | 0        | —     | —     | —          | —          | 14    | 5     |
| Бетлехем Стил (фарм-клуб) | Итого                  | Итого            | 23   | 8    | 0        | 0        | —     | —     | —          | —          | 23    | 8     |
| Чикаго Файр               | MLS                    | 2019             | 17   | 3    | —        | —        | 1     | 0     | —          | —          | 18    | 3     |
| Чикаго Файр               | MLS                    | 2020             | 2    | 0    | 0        | 0        | 0     | 0     | —          | —          | 2     | 0     |
| Чикаго Файр               | Итого                  | Итого            | 19   | 3    | —        | —        | 1     | 0     | —          | —          | 20    | 3     |
| Всего за карьеру          | Всего за карьеру       | Всего за карьеру | 126  | 22   | 1        | 0        | 4     | 1     | —          | —          | 131   | 23    |